# Werner Kaegi
Werner Kaegi o Kägi (Oetwil am See, 26 febbraio 1901 – Basilea, 15 giugno 1979) è stato uno storico svizzero, docente di storia moderna e medievale presso l'Università di Basilea dal 1935 al 1971.
Studioso di storia delle idee, tradusse in lingua tedesca i testi dello storico olandese Johan Huizinga, e scrisse una voluminosa opera su Jacob Burckhardt, al cui studio si era in precedenza dedicato Emil Dürr († 1934), del quale Kaegi era stato allievo, e di cui sposò nel 1936 la vedova Adrienne von Speyr.